# Coor Crags
Coor Crags är en kulle i Antarktis. Den ligger i Västantarktis. Inget land gör anspråk på området. Toppen på Coor Crags är 310 meter över havet.
Terrängen runt Coor Crags är kuperad åt sydost, men åt nordväst är den platt. Trakten är obefolkad. Det finns inga samhällen i närheten.